# 豐滿鳳凰螺
豐滿鳳凰螺（学名：Strombus dilatatus）为鳳凰螺科鳳凰螺屬下的一个种。